# Сото, Себастьян
Себастьян Герра Сото (англ. Sebastian Guerra Soto; род. 28 июля 2000, Карлсбад, Калифорния, США) — американский футболист, нападающий клуба «Аустрия» (Клагенфурт) и сборной США.

## Клубная карьера
Сото — воспитанник «Реал Солт-Лейк». В 2018 году Сото подписал контракт с немецким клуба «Ганновер 96». 6 апреля 2019 года в матче против «Вольфсбурга» он дебютировал в Бундеслиге.
28 июля 2020 года Сото перешёл в английский клуб «Норвич Сити». 26 августа 2020 года Сото отправился в аренду в нидерландский клуб «Телстар» на сезон 2020/21. В Эрсте дивизи он дебютировал 13 сентября 2020 года в матче против «МВВ Маастрихт». 28 сентября 2020 года в матче против «Ден Босха» он забил свои первые голы за «Телстар», оформив дубль.
3 июля 2021 года на один сезон был отдан в аренду «Порту B».

## Международная карьера
В 2018 году в составе молодёжной сборной США Сото выиграл молодёжный чемпионат КОНКАКАФ. На турнире он сыграл в матчах против команд Гондураса и Коста-Рики.
3 ноября 2020 года Сото был впервые вызван в сборную США — на товарищеские матчи со сборными Уэльса 12 ноября и Панамы 16 ноября. Его дебют за звёздно-полосатую дружину состоялся в матче с панамцами, в котором он, выйдя на замену на 77-й минуте вместо Николаса Джоаккини, забил два гола с передач Ричарда Ледесмы.

### Голы за сборную
| № | Дата           | Место                                   | Соперник | Счёт | Результат | Турнир            |
| - | -------------- | --------------------------------------- | -------- | ---- | --------- | ----------------- |
| 1 | 16 ноября 2020 | Винер-Нойштадт, Винер-Нойштадт, Aвстрия | Панама   | 4–2  | 6–2       | Товарищеский матч |
| 2 | 16 ноября 2020 | Винер-Нойштадт, Винер-Нойштадт, Aвстрия | Панама   | 6–2  | 6–2       | Товарищеский матч |

## Достижения
Сборная США (до 20 лет)
- Молодёжный чемпионат КОНКАКАФ: 2018